# Andrea Cassulo
Andrea Cassulo (* 30. November 1869 in Castelletto d’Orba; † 9. Januar 1952 in Istanbul) war ein italienischer römisch-katholischer Geistlicher, Bischof und Diplomat des Heiligen Stuhls.

## Leben
Die Priesterweihe empfing Cassulo am 23. Dezember 1893 in Ovada.
Am 15. April 1914 wurde er zum Bischof von Fabriano e Matelica erwählt. Die Bischofsweihe spendete ihm am 24. Mai desselben Jahres in Florenz der Erzbischof von Florenz Alfonso Maria Mistrangelo; Mitkonsekratoren waren Erzbischof Emilio Maria Miniati, ehemaliger Bischof von Massa Carrara, und der Bischof von Colle di Val d’Elsa, Massimiliano Novelli. Er wurde am 10. September 1914 inthronisiert.

## Wirken

### Diplomatie
Am 24. Januar 1921 wurde Andrea Cassulo zum Titularerzbischof von Leontopolis in Augustamnica und zum Apostolischen Delegaten in Ägypten und Arabien berufen. Sechs Jahre später wurde er Apostolischer Delegat in Kanada und Neufundland. Papst Pius XI. ernannte ihn am 14. Juni 1936 zum Apostolischen Nuntius in Rumänien.
Nachdem sich im Sommer 1940 die faschistische und antisemitische Eiserne Garde erstmals an einer rumänischen Regierung beteiligte, wurden sofort judenfeindliche Verordnungen nach dem Vorbild der Nürnberger Gesetze erlassen. Als Apostolischer Nuntius versuchte Cassulo zunächst, die zum römisch-katholischen Christentum konvertierten Juden zu schützen. Mit drei Protestnoten wandte er sich am 20. November 1940, am 2. Dezember 1940 und am 14. Februar 1941 gegen die Verfolgung von römisch-katholisch getauften Juden. Insbesondere verurteilte der dabei das Verbot von „Mischehen“ sowie die Untersagung des Besuchs römisch-katholischer Schulen, da diese Verbote dem Konkordat zwischen dem Heiligen Stuhl und dem Königreich Rumänien widersprächen.
Nach der Besetzung Rumäniens durch die Rote Armee wurde Cassulo Anfang 1946 zur persona non grata erklärt und musste Rumänien verlassen.

### Beistand für die Juden Rumäniens
Die Ansichten über Cassulos Rolle im Widerstand gegen die Shoah in Rumänien sind geteilt. Der damalige rumänische Großrabbiner Alexandru Șafran schrieb in einem Brief vom 7. April 1944 an Cassulo:

“In the most difficult hours which we Jews of Romania have passed through, the generous assistance of the Holy See … was decisive and salutary. It is not easy for us to find the right words to express the warmth and consolation we experienced because of the concern of the supreme Pontiff, who offered a large sum to relieve the sufferings of deported Jews – sufferings which had been pointed out to him by you after your visit to Transnistria. The Jews of Romania will never forget these facts of historic importance.”

„In den schwersten Stunden, die wir Juden Rumäniens erlitten, war der großzügige Beistand des Heiligen Stuhls … entscheidend und heilsam. Es fällt uns schwer, die richtigen Worte zu finden, um der Wärme und dem Trost Ausdruck zu geben, die wir aufgrund der Besorgnis des Pontifex Maximus erfuhren, der eine große Summe anbot, um die Leiden der deportierten Juden zu lindern – Leiden, die ihm von Ihnen angezeigt wurden, nachdem Sie Transnistrien besucht hatten. Die Juden Rumäniens werden niemals diese Tatsache von historischer Tragweite vergessen.“

In der geschichtswissenschaftlichen Literatur hingegen wird darauf abgehoben, dass Cassulos Rettungsbemühungen lediglich die römisch-katholisch getauften Juden Rumäniens betraf und seine Proteste sich ausschließlich gegen Verletzungen des Konkordats richteten.

### Letzte Jahre und Tod
Am 3. Juni 1947 wurde er zum Apostolischen Delegaten in der Türkei ernannt. Er starb an einem Herzinfarkt kurz nach einem Besuch durch den Ökumenischen Patriarchen Athenagoras.